# Kazimierz Wroczyński
Kazimierz Wroczyński (ur. 27 lutego 1883 w Warszawie, zm. 22 października 1957 tamże) – polski pisarz i dziennikarz.

## Życiorys
Urodził się w rodzinie Jana, szewca, później właściciela sklepu z obuwiem, i Franciszki z Dudzińskich. Ukończył II Męskie Gimnazjum Filologiczne w Warszawie. Po zdaniu w 1901 matury studiował przez rok nauki przyrodnicze, a następnie w 1902–1904 prawo na Cesarskim Uniwersytecie Warszawskim. W 1905 kontynuował studia w Krakowie, gdzie przez dwa semestry uczył się na Wydziale Filologicznym Uniwersytetu Jagiellońskiego oraz na Akademii Sztuk Pięknych. W latach 1906–1908 studiował filologię romańską na uniwersytecie w Heidelbergu, a następnie w Monachium. W 1910 ukończył studia filologiczne na Uniwersytecie Franciszkańskim we Lwowie oraz odbywane równolegle studia prawnicze na Uniwersytecie Noworosyjskim w Odessie.
W 1901 debiutował jako poeta wierszami Pean, Strofa Safony i Starnella opublikowanymi w 9 zeszycie „Chimery”. Napisał między innymi zbiór opowiadań Bengalskie ognie: Noweletty-fraszki (1913), jedną z pierwszych powojennych powieści fantastycznonaukowych Baczność! A. R. 7: Powieść o atomie (1947), był też autorem szkicu literackiego O Stefanie Jaraczu: Wspomnienia (1950). W 1911 wraz z Bolesławem Leśmianem założył eksperymentalny Teatr Artystyczny. W 1912 został reżyserem i kierownikiem literackim Teatru Małego. W latach następnych był kierownikiem artystycznym, a przez pewien czas także dyrektorem (1917–1920) kabaretu Czarny Kot. Jako reżyser i sekretarz Teatru Polskiego (1914–1915) organizował kabarety i szopki. We wrześniu 1923 zaczął kierować Teatrem Miejskim w Łodzi. Założyciel ZAiKS-u, a od 1927 jego honorowy członek.
Podczas II wojny światowej działał w konspiracji, a po wojnie latach 1946–1947 pracował jako dziennikarz i recenzent teatralny „Kuriera Codziennego”.
Jest współautorem (wraz z Janem Lankauem) słów legionowej piosenki Białe róże (Rozkwitały pąki białych róż).

Zmarł w Warszawie, pochowany na cmentarzu Powązkowskim (kwatera 64-5-13,14).

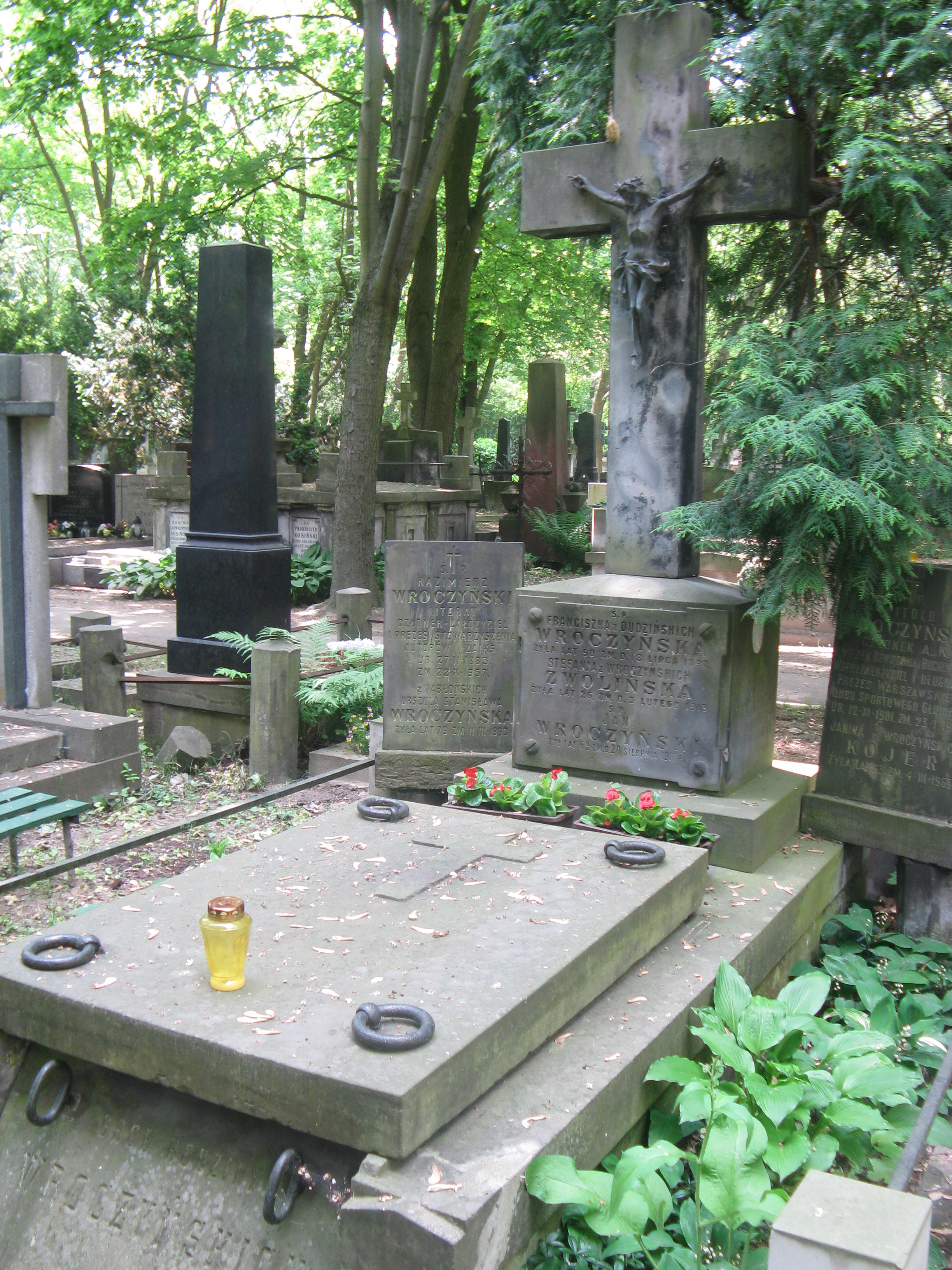
Grób Kazimierza Wroczyńskiego

## Twórczość

### Poezja (zbiory)
- Circesen (1904)
- Z zapatrzeń (1908)
- Samolot (1928)
- Podparnasie polskie (1930)[4]

### Dramaty
- U szczytu: Prawie dialog w 1 akcie (1912)[4]
- Dzieje salonu (1921)
- Ona (1922)
- Aby żyć (1927)

### Humoreski
- Pani Lala (1929)

### Wspomnienia
- Wspomnienia o Stefanie Jaraczu (1950)
- Pół wieku wspomnień teatralnych (1957)
- Z moją młodością przez Warszawę (1957)

### Fantastyka
- Baczność! A. R. 7: Powieść o atomie (1947)[3][9]

## Ordery i odznaczenia
- Krzyż Oficerski Orderu Odrodzenia Polski (27 listopada 1929)[10]
- Srebrny Wawrzyn Akademicki (4 listopada 1937)[11]
- Krzyż Orderu Zasługi Kulturalnej (Rumunia, 1932)[1]